# Chenchang (köpinghuvudort i Kina, Hubei Sheng, lat 30,24, long 113,08)
Chenchang (kinesiska: 陈场, 陈场镇) är en köpinghuvudort i Kina. Den ligger i provinsen Hubei, i den centrala delen av landet, omkring 120 kilometer väster om provinshuvudstaden Wuhan. Antalet invånare är 55 041. Befolkningen består av 26 576 kvinnor och 28 465 män. Barn under 15 år utgör 16,0 %, vuxna 15-64 år 73 %, och äldre över 65 år 10,0 %.
Runt Chenchang är det tätbefolkat, med 319 invånare per kvadratkilometer. Närmaste större samhälle är Xingou, 16,9 km sydväst om Chenchang. Trakten runt Chenchang består till största delen av jordbruksmark.
Genomsnittlig årsnederbörd är 1 462 millimeter. Den regnigaste månaden är maj, med i genomsnitt 197 mm nederbörd, och den torraste är december, med 25 mm nederbörd.